# Кокосинг
Кокосинг (англ. Kokosing River) — река в США, на востоке центральной части штата Огайо. Является одной из двух составляющих реки Уалхондинг, которая в свою очередь, является одной из двух составляющих реки Маскингум. Длина составляет 92,1 км; площадь бассейна — 1248 км².
Кокосинг берёт начало в округе Морроу, к северо-востоку от деревни Маунт-Гилид. В верхнем течении течёт в южном направлении; близ городка Честервилл поворачивает на восток, протекая через территорию округов Нокс и Кошоктон. На западе округа Кошоктон, примерно в 3 км к северо-западу от деревни Нелли, сливается с рекой Мохикан, формируя при этом реку Уалхондинг.